# Religioni nella Repubblica Ceca
CredentiNon credentiNon rispondeCredentiNon credentiNon rispondeReligioni nella Repubblica Ceca
Le religioni nella Repubblica Ceca erano dominate dalla presenza massicia del cristianesimo almeno fino alla prima metà del XX secolo. Da allora in poi questa è costantemente diminuita e ai giorni nostri il paese ha una delle popolazioni a più alto tasso di irreligiosità del mondo intero: al censimento del 2021 i non religiosi erano il 68,3%, tra cui i non credenti erano il 48%.
Storicamente i Cechi sono stati caratterizzati come "tolleranti e perlopiù indifferenti verso la religione". Dopo che la riforma protestante è giunta in Boemia la maggior parte dei cechi (circa l'85%) sono diventati seguaci di Jan Hus, Petr Chelčický e altri riformatori regionali. La sconfitta dei Boemi nella Battaglia della Montagna Bianca del 1620 ha condotto a radicali cambiamenti religiosi e ha avviato una serie di intense azioni intraprese dagli Asburgo per riconvertire forzatamente la popolazione ceca alla Chiesa cattolica: tutti i tipi di comunità protestanti - compresi i vari rami degli hussiti, del luteranesimo e del calvinismo - furono espulse, uccise o convertite. La Chiesa cattolica perse la maggior parte dei suoi aderenti durante l'era comunista. Dopo la sua fine, continua a perderne anche nel periodo contemporaneo, dominato dalla secolarizzazione.
Secondo un sondaggio di Eurobarometro svolto nel 2010, il 16% dei cittadini "credono che ci sia un qualche Dio" (il tasso più basso tra tutti i paesi dell'Unione europea), mentre il 44% "ritengono che ci siano alcune specie di spiriti o di forza vitale "; il 37% ha dichiarato che "non credono che esista alcuno spirito, Dio o forza vitale".
Una ricerca successiva del 2012 sulla religiosità nell'Unione europea ha rilevato che la più grande affiliazione religiosa era quella dei non credenti/agnostici, che rappresentavano il 39% dei cittadini, e gli atei il 20%; il cristianesimo aveva una somma del 34%, di cui i cattolici erano il più vasto gruppo con il 29%, mentre i protestanti erano il 2% e gli altri cristiani il 3%. Coloro che hanno rifiutato di rispondere erano il 6%.
Il più recente studio del Pew Research Center ha rilevato nel 2015 che il 72% della popolazione si dichiarava "non affiliata ad alcuna religione", una categoria che comprende atei, agnostici e tutti coloro che non professano "alcuna religione in particolare"; il 26% erano cristiani; mentre il 2% apparteneva ad altre fedi. I cristiani si dividevano tra il 21% di cattolici, il 4% di altri cristiani e l'1% facenti capo alla Chiesa ortodossa.
I non affiliati in particolare si dividevano tra il 25% di atei, l'1% di agnostici e il 46% come non religiosi in generale. Il 29% ha detto di credere in un qualche Dio, il 43% ha affermato di credere nel destino e il 44% ha dichiarato di credere nell'esistenza dell'anima.
Secondo una stima dell'Association of Religious Data Archives (ARDA) riferita al 2015, fra le altre religioni organizzate presenti in misura minore nella Repubblica Ceca, oltre all'ebraismo vi sono anche l'islam e il buddhismo, quest'ultimo professato da immigrati provenienti dall'Asia.

## Statistiche religiose
|                                                       | 1921       | 1921            | 1930       | 1930            | 1950      | 1950            | 1991       | 1991            | 2001       | 2001            | 2011       | 2011            | 2021       | 2021       |
| numeri assoluti                                       | %          | numeri assoluti | %          | numeri assoluti | %         | numeri assoluti | %          | numeri assoluti | %          | numeri assoluti | %          | numeri assoluti | %          |            |
| Chiesa cattolica nella Repubblica Ceca                | 8.201.464  | 82,0            | 8.378.079  | 78,5            | 6.792.046 | 76,3            | 4.021.385  | 39,0            | 2.740.780  | 26,8            | 1.082.463  | 10,4            | 976.853    | 9,3        |
| Chiese cristiane non precisamente indicate            | -          | -               | 5.808      | 0,1             | -         | -               | 8.790      | 0,1             | 4.021      | 0,04            | 91.894     | 0,8             | 71.089     | 0,7        |
| Chiesa greco-cattolica rutena                         | 9.307      | 0,1             | 12.149     | 0,1             | 32.862    | 0,4             | 7.030      | 0,1             | 7.675      | 0,1             | 9.883      | 0,1             | 8.309      | 0,1        |
| Chiesa ortodossa ceca e slovacca                      | 9.221      | 0,1             | 24.488     | 0,2             | 50.365    | 0,6             | 19.354     | 0,2             | 22.968     | 0,2             | 20.533     | 0,2             | 41.178     | 0,4        |
| Chiesa evangelica dei Fratelli cechi                  | 231.199    | 2,3             | 290.994    | 2,7             | 401.729   | 4,5             | 203.996    | 2,0             | 117.212    | 1,1             | 51.858     | 0,5             | 32.577     | 0,3        |
| Chiesa hussita cecoslovacca                           | 523.232    | 5,2             | 779.672    | 7,3             | 946.813   | 10,6            | 178.036    | 1,7             | 99.103     | 1,0             | 39.229     | 0,4             | 23.610     | 0,2        |
| Chiesa evangelica slesiana di Confessione augustana   | N/A        | N/A             | 46.777     | 0,4             | 57.741    | 0,6             | 33.130     | 0,3             | 14.020     | 0,1             | 8.158      | 0,1             | 7,081      | 0,1        |
| Chiesa evangelica tedesca in Boemia, Moravia e Slesia | N/A        | N/A             | 130.981    | 1,2             | 6.401     | 0,1             | -          | -               | -          | -               | -          | -               |            |            |
| Testimoni di Geova                                    | -          | -               | -          | -               | -         | -               | 14.575     | 0,1             | 23.162     | 0,2             | 13.069     | 0,1             | 13.298     | 0,1        |
| Ebraismo                                              | 125.083    | 1,3             | 117.551    | 1,1             | 8.038     | 0,1             | 1.292      | 0,01            | 1.515      | 0,01            | 1.474      | 0,01            | 1.901      | 0,02       |
| Altre religioni                                       | 168.046    | 1,7             | 53.743     | 0,5             | 57.287    | 0,6             | 36.146     | 0,4             | 257.641    | 2,5             | 75.190     | 0,7             |            |            |
| Credenti non affiliati                                | -          | -               | -          | -               | -         | -               | -          | -               | -          | -               | 705.368    | 6,8             | 960.201    | 9,1        |
| Non credenti                                          | 716.515    | 7,2             | 834.144    | 7,8             | 519.962   | 5,8             | 4.112.864  | 39,9            | 6.039.991  | 59,0            | 3.604.095  | 34,5            | 5.027.794  | 47,8       |
| Non risponde / non sa                                 | 1.564      | 0,01            | 834.144    | 7,8             | 22.889    | 0,3             | 1.665.617  | 16,2            | 901.981    | 8,8             | 4.662.455  | 44,7            | 3.162.540  | 30,1       |
| Popolazione totale                                    | 10.005.734 | 10.005.734      | 10.674.386 | 10.674.386      | 8.896.133 | 8.896.133       | 10.302.215 | 10.302.215      | 10.230.060 | 10.230.060      | 10.436.560 | 10.436.560      | 10 524 167 | 10 524 167 |